# Prasinocyma indentilinea
Prasinocyma indentilinea là một loài bướm đêm trong họ Geometridae.